# Marngrook

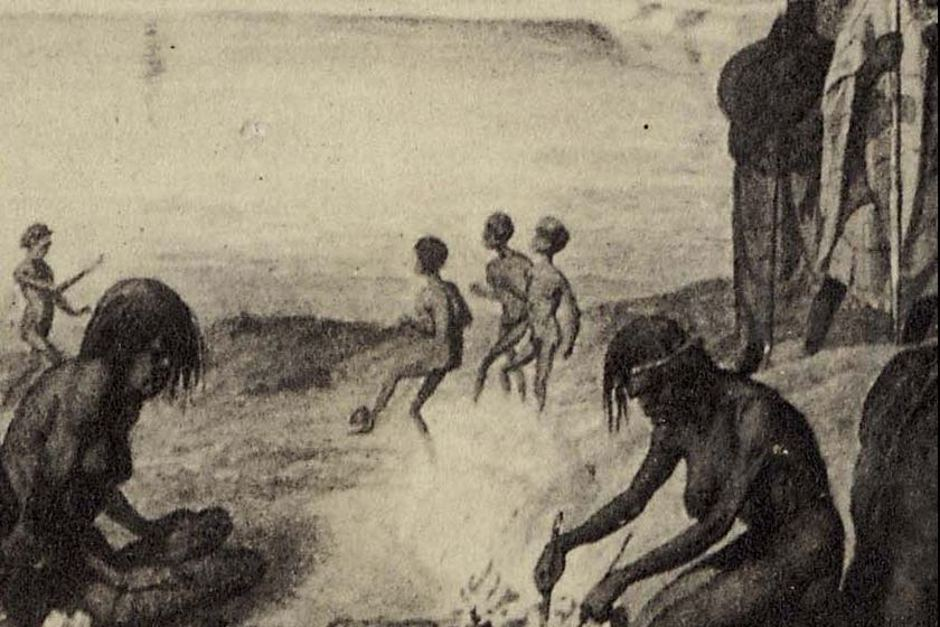
Photo (détail) dans Australien in 142 Photographischen Abbildungen par William Blandowski

Marngrook (parfois écrit Marn Grook), signifiant littéralement « jeu de balle », est le nom commun donné à des sports collectifs traditionnels aborigènes australiens qui étaient joués lors de rassemblements et fêtes comptant jusqu'à 50 joueurs.
Les premiers témoignages issus des explorateurs et immigrants victoriens datent de juste avant la ruée vers l'or victorienne du milieu du XIXe siècle, ce jeu semblant avoir cours depuis plusieurs millénaires, les indigènes australiens étant présents dans la région au moins 30 000 ans avant l'arrivée des Européens. Cette origine explique le lien qui est fait avec les règles du football australien, (ou footy), ce qui en fait l'un des sports collectifs contemporains les plus anciens, même s'il a évolué.
Concernant le jeu de marngrook :
- la balle était en peau d'opossum ;
- il n'y avait pas de score ;
- les équipes pouvaient être constituées d'un très grand nombre de joueurs ;
- les parties pouvaient être disputées sur des terrains très étendus (jusqu'à 500 mètres) ;
- l'objectif principal était de s'amuser, bien que les exploits individuels fussent appréciés et célébrés.